# Spirastrella
Spirastrella is een geslacht van sponsdieren uit de klasse van de Demospongiae (gewone sponzen).

## Soorten
- Spirastrella abata Tanita, 1961
- Spirastrella andamanensis Pattanayak, 2006
- Spirastrella coccinea (Duchassaing & Michelotti, 1864)
- Spirastrella coccinopsis de Laubenfels, 1953
- Spirastrella cunctatrix Schmidt, 1868
- Spirastrella decumbens Ridley, 1884
- Spirastrella hartmani Boury-Esnault, Klautau, Bézac, Wulff & Solé-Cava, 1999
- Spirastrella insignis Thiele, 1898
- Spirastrella keaukaha de Laubenfels, 1951
- Spirastrella mollis Verrill, 1907
- Spirastrella pachyspira Lévi, 1958
- Spirastrella punctulata Ridley, 1884
- Spirastrella sabogae Boury-Esnault, Klautau, Bézac, Wulff & Solé-Cava, 1999
- Spirastrella tristellata Topsent, 1897